# Kurt Adolff
Kurt Adolff, né le 5 novembre 1921 à Stuttgart (Bade-Wurtemberg) et mort le 24 janvier 2012, est un ancien pilote automobile allemand. Il courut principalement en catégorie sport, sur Veritas, dans les années 1950. Il a également disputé le Grand Prix d'Allemagne 1953 sur Ferrari, sa seule participation en championnat du monde des pilotes.

## Résultats en championnat du monde de Formule 1
| Saison | Écurie         | Châssis        | Moteur      | Pneus   | GP disputé | Points inscrits | Classement |
| ------ | -------------- | -------------- | ----------- | ------- | ---------- | --------------- | ---------- |
| 1953   | Écurie Espadon | Ferrari 166 F2 | Ferrari V12 | Pirelli | Allemagne  | 0               | n.c.       |